# We (Winner)
We è il secondo EP del gruppo musicale sudcoreano Winner, pubblicato il 15 maggio 2019 dalla YG Entertainment.

## Classifiche
| Classifica (2019) | Posizione massima |
| ----------------- | ----------------- |
| Corea del Sud     | 1                 |